# Калинкино (Марковский сельсовет, Вологодский район)
Калинкино — деревня в Вологодском районе Вологодской области.
Входит в состав Марковского сельского поселения, с точки зрения административно-территориального деления — в Марковский сельсовет.

## География
Расстояние по автодороге до районного центра Вологды — 26 км, до центра муниципального образования Васильевского — 4 км. Ближайшие населённые пункты — Порошино, Марково, Поповское, Карцево, Бурдуково, Закобяйкино, Яковлево.

## История
В 1962 г. указом Президиума Верховного Совета РСФСР деревня Синебрюхово переименована в деревню Калинкино.

## Население
По данным переписи в 2002 году постоянного населения не было.